# Unió Esportiva Santboiana
La Unió Esportiva Santboiana (también conocida como UE Santboiana o simplemente la Santboiana) es un equipo de rugby de la ciudad de San Baudilio de Llobregat (Barcelona) España. El equipo, fundado en el año 1921 de la mano de Baldiri Aleu Torres, fue el primer club de rugby de España, y es el que más temporadas ha jugado en la División de Honor, junto con el Club de Rugby Cisneros.

## Historia

### Inicios del club
En la década de 1920, y sin existir una sección como tal, diversos deportistas samboyanos practicaban atletismo, como los hermanos Joan y Vicenç Bisbal i Climent. Aunque los dos acabaron dedicándose completamente al rugby, hoy en día existe el "Trofeo Hermanos Bisbal de la Escuela de Rugby" ("Trofeu Germans Bisbal de l'Escola de Rugbi") en recuerdo suyo. Más tarde, Joan Bisbal, atleta de pista de medio fondo, se entrenaba en el Estadio Olímpico de Montjuic en Barcelona, y competía con el nombre de la UE Santboiana en la prueba de decatlón, en que llegó a ser subcampeón de Cataluña en el año 1934. Durante más de dos décadas fue el presidente de la sección de atletismo de la UES.
En la pista polideportiva al aire libre de las instalaciones del club (hoy en día desaparecida en sustitución por un complejo deportivo cubierto) se practicaron desde principios de la década de los 50 y durante años el baloncesto, el balonmano y el hockey sobre patines como secciones deportivas federadas de la UES. Asimismo existió una sección de petanca y otra de natación, la cual creó los Cursillos de Natación Utilitaria, de los más antiguos de la comarca del Bajo Llobregat y por los que pasaron infinidad de samboyanos, que aprendieron a nadar en la piscina descubierta del club, en una época en que apenas existían piscinas abiertas al público.
En el año 1957, a partir de la necesidad de poseer permisos para pescar, un grupo de amigos aficionados a la pesca deciden agruparse y crear una sección de pesca en la UES, funcionó como sección durante cuatro años y fue el embrión de la Sociedad de Pescadores deportivos La Santboiana, creada como entidad propia en el año 1963.
También se inició en la práctica del atletismo, en la UES, Isidre Oller i Bisbal, que más tarde competiría por el RCD Español. Finalmente como muchos de sus predecesores, también se decantaría por la práctica del rugby, de la misma forma que lo hicieron en la más pura tradición santboiana sus hijos y nietos.
A finales de los años cincuenta, después del paréntesis de la Guerra, se restituyó la sección de atletismo. Entre las competiciones en que participaron sus componentes, estuvo la prueba por relevos de Barcelona a Sitges, en la que también tomaron parte los equipos del RCD Español, el FC Barcelona y el Club Natació Barcelona, entre otros. Constantino Miranda, nacido en San Baudilio de Llobregat, el mejor deportista español del año 1948, y primer atleta español finalista en un Juegos Olímpicos en (Londres, 1948), reforzó a la sección, que en el primer año de la prueba de relevos consiguió el tercer puesto.
Posteriormente el mismo Miranda fue entrenador de la sección, consiguiendo un gran rendimiento con el equipo femenino. Actualmente el estadio de atletismo de San Baudilio lleva su nombre como reconocimiento a la labor que realizó por el atletismo en San Baudilio.
La sección de atletismo en el año 1987 se fusionó con la sección de atletismo del Grup Esportiu Parellada de San Baudilio, dando lugar posteriormente mediante un cambio de nombre al Club de Atletismo Sant Boi.

### SigloXXI
El 10 de septiembre de 2011, con el motivo de la celebración de los 90 años del club, se presentó oficialmente la nueva versión del himno de la Santboiana. En 2016, después de celebrar las elecciones, se cambió el presidente Miquel Martínez, quien ya había sido jugador y delegado técnico, ganando a la candidatura continuista propuesta por el expresidente Toni Gabarró  quien había promocionado la elección de quien fue su vicepresidente. Con el cambio, Isabel Dolera se convirtió en la primera vicepresidenta en la historia del club.
En temporada 2016-2017, el 30 de abril de 2017, lograron la Copa del Rey de Rugby contra el El Salvador por (16-6), después de más de 10 años sin haber podido alzar otro gran trofeo en el Estadio José Zorrilla, una sede cuya decisión de jugar la final en campo del equipo rival por parte de la Federación Española de Rugby, suscitó polémica y fue denunciada antes del encuentro por la directiva del club y el ayuntamiento de San Baudilio al considerar que no era un campo neutral para jugar la final. El neozelandés Afa Tauli, de la Sanboiana, fue declarado como el mejor jugador de la final.

## Símbolos
El escudo de la Santboiana es un rombo con las cuatro barras de la Bandera de Cataluña y, partiendo del punto de instersección de sus diagonales, sale el logotipo del equipo formado por las letras U, E, S, de  Unió Esportiva Santboiana.

## Indumentaria
La indumentaria ha ido variando, pero siempre jugando con los tonos azules. En la temporada 2016-2017, con el contrato renovado con Kappa, quien ha hecho la mayor parte de sus equipaciones, es de color azul claro y los pantalones de color azul oscuro al igual que las puntas de las mangas y el cuello también. Las medias son de color amarillo con 4 franjas rojas, los colores de la bandera de Cataluña. El principal patrocinador de la camiseta es la marca automovilística Jeep. Durante la final de la Copa del Rey de Rugby 2017, Kappa realizó una camiseta exclusiva para ese encuentro, con un color azul claro plano y, con su segundo color, el azul marino, simularon el efecto de unas zarpas desgarrando la parte superior del trapecio.

## Infraestructura
El equipo tiene su base en la localidad de San Baudilio de Llobregat, en la provincia de Barcelona donde posee su estadio que lleva el nombre del fundador del club, Estadi Baldiri Aleu, forma parte del Complejo deportivo Baldiri Aleu, con varias instalaciones deportivas que incluyen piscinas, pistas de tenis y frontón.

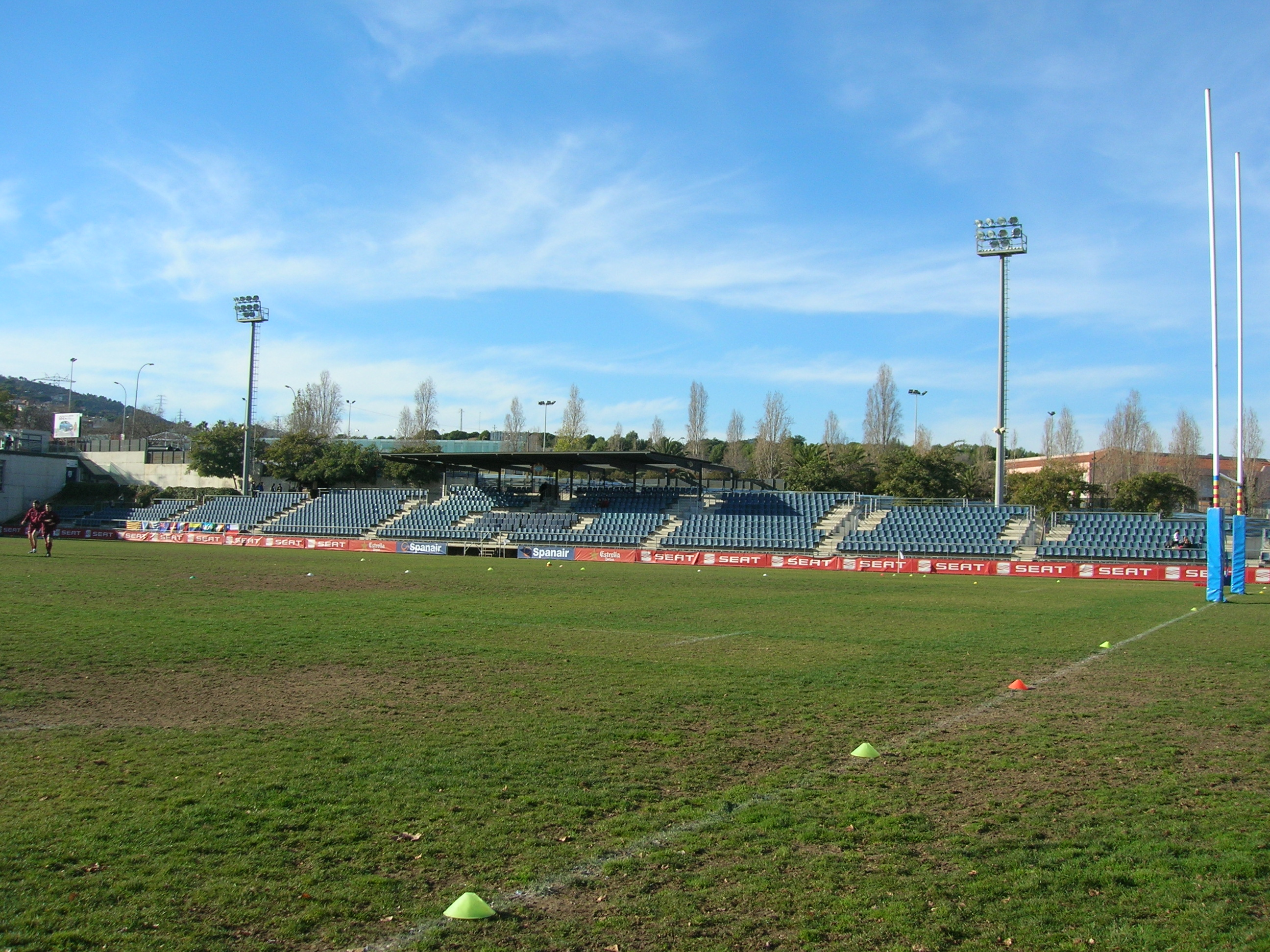
Estadi Baldiri Aleu.

## Palmarés
La UE Santboiana ha ganado un total de 25 trofeos oficiales y 28, si se tiene en cuenta la Copa Pirineos de Rugby. 
| División de honor                                                                      | Copa del Rey | Supercopa de España | Copa Ibérica                               | Copa Pririneos                  |
| -------------------------------------------------------------------------------------- | --- | ------------------- | ------------------------------------------ | ------------------------------- |
| 1983-1984, 1986-1987, 1988-1989, 1995-1996, 1996-1997, 2004-2005, 2005-2006, 2021-2022 | 1930-1931, 1932-1933, 1942-1943, 1947-1948, 1957-1958, 1958-1959, 1959-1960, 1960-1961, 1961-1962, 1988-1989, 1999-2000, 2016-2017 | 2022                | 1987-1988, 1989-1990, 2005-2006, 2006-2007 | 1959-1960, 1960-1961, 1999-2000 |
| 8                                                                                      | 12 | 1                   | 4                                          | 3                               |